# James Theodore Bent

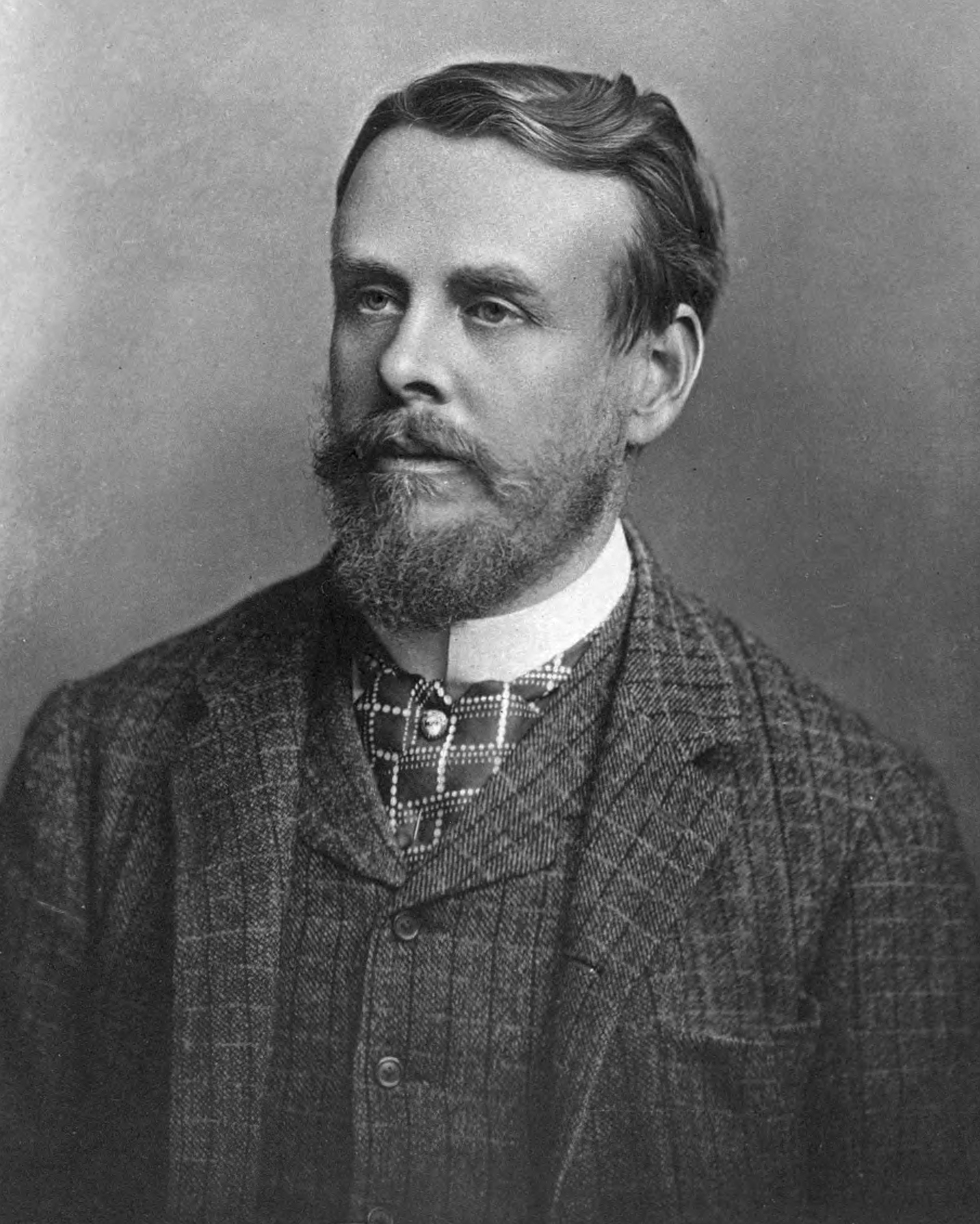
James Theodore Bent

James Theodore Bent (* 30. März 1852 in Bradford, West Yorkshire, Vereinigtes Königreich; † 5. Mai 1897 in London) war ein britischer Reisender und Archäologe.

## Leben
James Theodore Bent wurde 1852 in Baildon House nahe Bradford als Sohn von James Bent und seiner Frau Margaret Eleanor, ältester Tochter von James Lambert, geboren. Seine Ausbildung erhielt er in der Schule von Repton und im Wadham College in Oxford, wo er 1875 sein Studium mit dem B.A. abschloss. Am 2. August 1877 heiratete er Mabel (1846–1929), die Tochter von Robert Westley Hall-Dare, die ihn fortan auf allen seinen Reisen begleitete. Er unternahm jedes Jahr Reisen nach Südeuropa, in den Nahen Osten und nach Afrika. Am 5. Mai 1897 starb er an einer Lungenentzündung nach einer Malariainfektion.

## Forschung

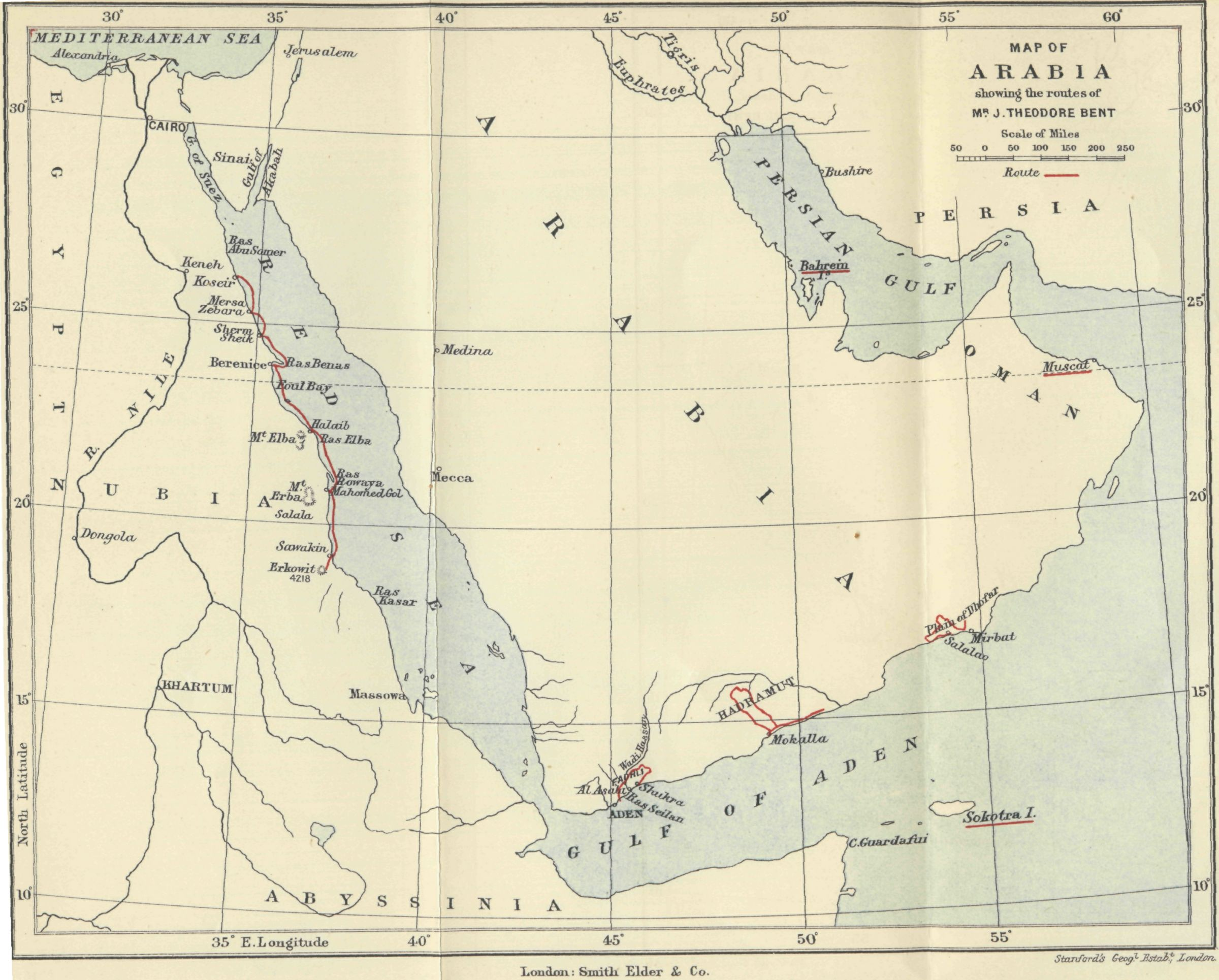
Reiserouten von J. T. Bent in Arabien

Von 1877 bis 1885 bereiste Bent Italien, San Marino und Griechenland, schließlich die ägäischen Inseln. Dort erwachte sein Interesse an der Archäologie. Er veröffentlichte Artikel im Archaeological Journal, im Journal of Hellenic Studies und im Journal of the Royal Anthropological Institute. 1888/89 hielt er sich in Kleinasien auf, wo er zahlreiche Inschriften kopierte und im Journal of Hellenic Studies veröffentlichte. 1889 unternahm er Ausgrabungen in Bahrain, wo er glaubte, den Ursprung der Phönizier gefunden zu haben. Im nächsten Jahr besuchte er das Raue Kilikien. 1891 widmete er sich der Erforschung und Dokumentation der Ruinen in Mashonaland in Simbabwe, speziell der Stadt Groß-Simbabwe. Nach seiner Rückkehr nach England 1892 veröffentlichte er darüber das erfolgreiche Buch The Ruined Cities of Mashonaland. 1893 reiste er nach Äthiopien, wo er unter anderem die antike Stadt von Aksum erforschte.
In den folgenden Jahren bis zu seinem Tod unternahm Bent sieben Reisen zur arabischen Halbinsel, wo seine Forschungen unter anderem dem antiken Hadramaut, der Insel Sokotra und der Küste des Roten Meeres galten. Dort infizierte er sich mit Malaria und starb 1897 kurz nach seiner Rückkehr nach London. Sein Werk Southern Arabia, Soudan and Sakotra wurde 1900 von seiner Frau veröffentlicht.

## Schriften (Auswahl)
- A Freak of Freedom: Or The Republic of San Marino, Longmans, Green and Company, London 1879
- Genoa. How the Republic Rose and Fell, C. K. Paul & Company, 1881
- The Cyclades: Or Life among the Insular Greeks Longmans, Green and Company, London 1885
- The Ruined Cities of Mashonaland: Being a Record of Excavation and Exploration in 1891, Longmans, Green and Company, London 1982
- The sacred city of the Ethiopians: being a record of travel and research in Abyssinia in 1893 Longmans, Green and Company, London 1898
- Southern Arabia, Soudan and Sakotra Smith, Elder & Co. 1900